# Ofelya Hambardzumyan
Ofelya Hambardzumyan, in armeno Օֆելյա Կարապետի Համբարձումյան? (Erevan, 9 gennaio 1925 – Erevan, 13 giugno 2016), è stata una cantante sovietica, dal 1991 armena.

## Biografia
Nata ad Erevan il 9 gennaio 1925, iniziò a mostrare il suo talento canoro sin dalla tenera età. Frequentò l'istituto musicale Romanos Melikyan. Nel 1944 divenne cantante solista per l'Ensemble di strumenti folk della Radio di Armenia, dove dedicò i suoi sforzi all'ensemble diretto da Aram Merangulyan.
Il suo repertorio comprendeva musica classica armena, ashoughakan e canzoni popolari. Era particolarmente riconosciuta per le sue interpretazioni delle canzoni ashough di Sayat-Nova, come "Yaren ervac im", "Yis Kanchum em Lalanin" e altre. Ha anche eseguito la musica di Fahrad, Jivani, Sheram. Inoltre, ha eseguito le canzoni dei suoi ashough contemporanei, come Shahen, Havasi e Ashot; era spesso la prima interprete di queste canzoni.
Ofelya Hambardzumyan è morta il 13 giugno 2016.

## Onorificenze
- Artista del Popolo della Repubblica Socialista Sovietica Armena (1959)
- Ordine di san Mashtots per il significativo contributo alla musica armena[4]